# Sykstus IV
Sykstus IV (łac. Sixtus IV, właśc. Francesco della Rovere OFM; ur. 21 lipca 1414 w Celle Ligure, zm. 12 sierpnia 1484 w Rzymie) – 212. papież w okresie od 9 sierpnia 1471 do 12 sierpnia 1484.

## Życiorys
Francesco della Rovere urodził się 21 lipca 1414 w Cella Ligura koło Albisola w Republice Genui jako syn Leonardo della Rovere i Luchina Monleone. Pochodził z biednej rodziny. Kiedy miał 9 lat, matka wysłała go do nauki w konwencie franciszkańskim w Savona. Wkrótce potem wstąpił do tego zakonu i kontynuował studia na uniwersytetach w Pawii, Bolonii i Padwie, uzyskując doktoraty z filozofii i teologii. 14 kwietnia 1444 otrzymał tytuł magistra. Mniej więcej w tym samym czasie przyjął święcenia kapłańskie, a następnie został profesorem teologii kolejno w kilku domach franciszkańskich na terenie Włoch. Od 1458 współpracował z generałem zakonu Jacopo da Sarzuela. Dwa lata później wybrano go na prowincjała w Ligurii.
W grudniu 1462 wziął udział w debacie z dominikanami na temat Krwi Chrystusa w obecności papieża Piusa II. Zyskał dzięki temu sławę wybitnego teologa. W 1463 został prokuratorem generalnym zakonu w Rzymie i wikariuszem generalnym dla całych Włoch. 20 maja 1464 kapituła generalna w Perugii obrała go na generała zakonu franciszkanów. Sprawując tę funkcję promował reformy w zakonie i przeprowadzał regularne wizytacje domów zakonnych. Jego reputacja jako teologa i reformatora o nieskazitelnych obyczajach i głębokiej pobożności została doceniona przez greckiego kardynała Bessariona, protektora zakonu franciszkanów w Kurii Rzymskiej, który rekomendował go do nominacji kardynalskiej.

### Kardynał
18 września 1467 roku papież Paweł II mianował go kardynałem i 15 listopada tego samego roku wręczył mu czerwony kapelusz i przyznał tytuł prezbitera kościoła San Pietro in Vincoli. Kontynuował działalność jako generał zakonu franciszkanów do następnego zebrania kapituły generalnej, które odbyło się w Wenecji 19 maja 1469. Od tej pory osiadł w Rzymie w pałacu niedaleko swojego kościoła tytularnego. Swoją działalność poświęcał głównie nie pracy w Kurii, lecz pisaniu traktatów teologicznych m.in. na temat Krwi Chrystusa oraz Niepokalanego Poczęcia Maryi. Utwierdziły one jego sławę jako wybitnego teologa. 5 września 1470 został mianowany komendatariuszem benedyktyńskiego klasztoru S. Eustachio di Neversa w diecezji Treviso.

### Wybór na papieża

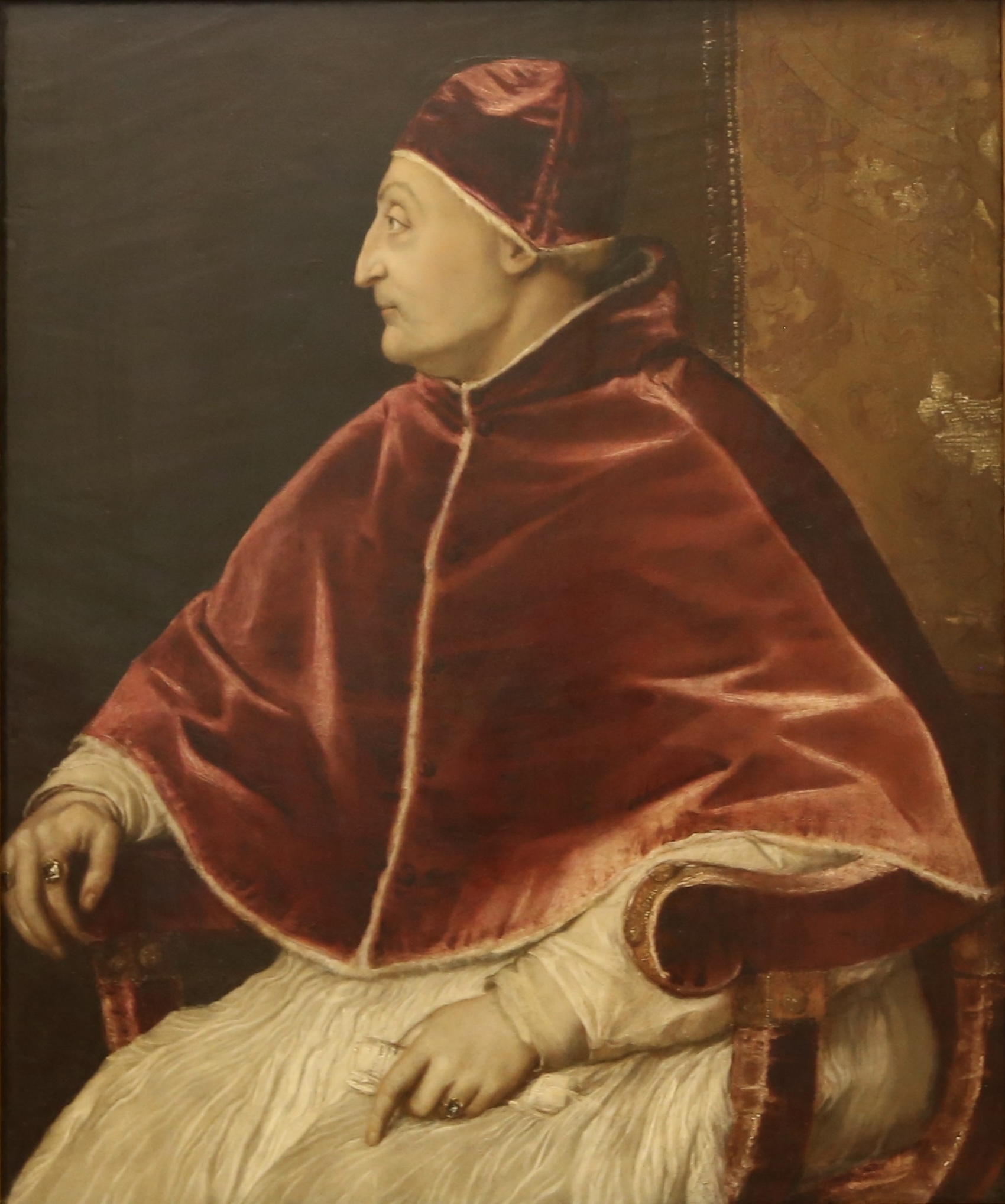
Portret pędzla Tycjana.

Francesco della Rovere został wybrany na następcę Pawła II w dniu 9 sierpnia 1471 roku i przybrał imię Sykstus IV, na cześć papieża Sykstusa II. Po wyborze podpisał tzw. „kapitulację wyborczą”, w której zobowiązał się do zwołania soboru i ukrócenia nepotyzmu. 25 sierpnia został konsekrowany na biskupa Rzymu przez kardynała Guillaume d’Estouteville, biskupa Ostia e Velletri, i uroczyście koronowany przez kardynała Rodrigo Borgię, protodiakona S. Nicola in Carcere Tulliano. Tego samego dnia objął w posiadanie bazylikę laterańską.
Wybór kardynała della Rovere na papieża został przyjęty z entuzjazmem w kręgach nawołujących do reformy stosunków kościelnych i wiązano z nim duże nadzieje na moralną odnowę Kościoła. Nadzieje te rychło okazały się płonne. Już na początku pontyfikatu pojawiły się podejrzenia, że nowy papież swój wybór zawdzięcza symonii. Asumpt do takich twierdzeń dały lukratywne nadania w pierwszym miesiącu pontyfikatu dla kardynałów, którzy mieli przyczynić się do jego zwycięstwa: Latino Orsiniego, Francesco Gonzagi i Rodrigo Borgii.

### Pierwsze lata pontyfikatu
W pierwszych latach pontyfikatu Sykstus IV starał się wypełnić swoje zobowiązania dotyczące krucjaty przeciw Turkom i rozesłał po Europie legatów wzywających władców do podjęcia walki z muzułmanami. W 1472 na Morze Śródziemne została wysłana flota papieska pod dowództwem kardynała Oliviero Carafa, która odniosła kilka spektakularnych zwycięstw. Kolejna ekspedycja w następnym roku zakończyła się jednak niepowodzeniem i od tej pory zapał Sykstusa IV do kontynuowania krucjaty wyraźnie osłabł. Gdy w 1480 Turcy zdobyli miasto Otranto, Sykstus ponownie wezwał do krucjaty. Jednak odbicie miasta było bardziej konsekwencją śmierci Mehmeda II, niźli działaniem wojsk papieskich. Próby wciągnięcia do krucjaty prawosławnej Moskwy, podejmowane w latach 1472–76, okazały się bezskuteczne.
Stosunki z Francją pozostawały napięte od czasu Pawła II z powodu stosowania przez króla Ludwika XI postanowień gallikańskiej Sankcji Pragmatycznej z Bourges z 1438. Paweł II sprzeciwiał się zwłaszcza zakazowi publikacji dekretów Stolicy Apostolskiej bez uprzedniej zgody króla, a Sykstus IV kontynuował w tej mierze jego politykę. W 1474 Sykstus IV gościł w Rzymie króla Danii i Norwegii Chrystiana I Oldenburga. Legatem odpowiedzialnym za przyjęcie króla był kardynał Francesco Gonzaga. Po roku 1476 polityka Sykstusa IV koncentrowała się niemal wyłącznie na sprawach włoskich i była podporządkowana promowaniu własnej rodziny.

### Nepotyzm

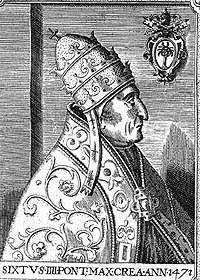

Jednym z najmocniej krytykowanych aspektów pontyfikatu Sykstusa IV był nepotyzm, który praktykował na skalę niespotykaną od czasów niewoli awiniońskiej. Aż sześciu swoich krewnych wprowadził do Kolegium Kardynałów, nadając im szereg lukratywnych posad i beneficjów:
- Pietro Riario (siostrzeniec) – biskup sześciu diecezji (Treviso 1471–73, Valence et Die 1472–74, Split, Florencja, Sewilla i Mende 1473–74), skarbnik papieski (od października do grudnia 1471), kardynał-prezbiter (od grudnia 1471), łaciński patriarcha Konstantynopola (od listopada 1472). Początkowo to on był głównym nepotem Sykstusa IV (latem 1473 został mianowany legatem dla całych Włoch), jednak zmarł w styczniu 1474 w wieku zaledwie 28 lat.
- Giuliano della Rovere (bratanek, przyszły papież Juliusz II) – kardynał-prezbiter (1471–79) a następnie kardynał-biskup Sabiny (1479–83) i Ostii (od 1483); za pontyfikatu Sykstusa IV został biskupem ośmiu diecezji (Carpentras 1471–72, Lozanna 1472–76, Katania i Mesyna 1473–74, Awinion od 1474, Coutances 1476–77, Viviers 1477–78, Mende 1478–83 i Bolonia od 1483); nadto legat w Awinionie (od 1476), wielki penitencjariusz (od 1476) i archiprezbiter bazyliki laterańskiej (od 1477). Po śmierci Pietro Riario to on stał się prawą ręką Sykstusa IV.
- Girolamo Basso della Rovere (siostrzeniec) – biskup trzech diecezji (Albenga 1472–76, Recanati od 1476, Gubbio od 1482), w 1477 mianowany kardynałem prezbiterem
- Raffaele Sansoni Riario (syn siostrzenicy papieża) – kardynał-diakon od 1477; kamerling Świętego Kościoła Rzymskiego od stycznia 1483; za Sykstusa IV był administratorem pięciu diecezji (Cuenca 1479–82, Piza od 1479, Treguier 1480–83, Salamanka 1482–83 i Osma od 1483). W chwili nominacji kardynalskiej miał zaledwie 16 lat.
- Cristoforo della Rovere (dalszy krewny) – arcybiskup Tarentaise 1472–78 i gubernator Zamku św. Anioła, kardynał-prezbiter od 1477. Zmarł 1 lutego 1478.
- Domenico della Rovere (dalszy krewny) – brat kardynała Cristoforo della Rovere. Jego nominacja kardynalska 10 lutego 1478 miała „zrekompensować” śmierć Cristoforo, którego zastąpił także na stanowisku gubernatora Zamku św. Anioła. Nadto został mianowany przez Sykstusa IV arcybiskupem aż czterech diecezji (Tarentaise 1478–82, Corneto e Montefiascone od 1478, Genewa 1482 i Turyn od 1482)

Kilku innych duchownych z jego rodziny wprawdzie nie zostało kardynałami, ale również otrzymało intratne beneficja np.:
- Bartolomeo della Rovere, bratanek papieża, został biskupem Massa Marittima w 1472, a następnie biskupem Ferrary w 1474.
- Clemente Grosso della Rovere (dalszy krewny, przyszły kardynał) – biskup Mende od 1483
- Marco Vigerio della Rovere (syn siostrzenicy papieża, przyszły kardynał) z zakonu franciszkanów w 1476 został biskupem i prefektem Senigallia
- Galeazzo Grosso della Rovere (dalszy krewny) – został biskupem Coutances (1477–78), a następnie Agen (od 1478)
- Giorgio della Rovere (dalszy krewny) – biskup Orvieto (1476–1505)
- Francesco Salviati Riario (powinowaty) – arcybiskup Pizy od 1475. Jego nominacja stała się jedną z przyczyn konfliktu papieża z Medyceuszami (został stracony za udział w zabójstwie Giuliano de Medici w 1478).

Papież zadbał także o świeckich przedstawicieli swojej rodziny:
- Leonardo della Rovere, bratanek papieża, wiosną 1472 został prefektem miasta Rzym i księciem Arce, a dzięki małżeństwu z córką króla Neapolu Ferdynanda I Joanną w 1474 został także księciem Sora. Zmarł w 1475.
- Giovanni della Rovere, bratanek papieża, w 1474 został mianowany przez niego seniorem Mondavio i Senigallii oraz ożeniony z Joanną di Montefeltro, córką księcia Urbino Federigo III da Montefeltro. Po śmierci Leonardo w 1475 został nowym księciem Arce i Sora oraz prefektem Rzymu
- Girolamo Riario, siostrzeniec papieża, w 1473 został seniorem Imoli, którą Sykstus IV zakupił specjalnie dla niego przy okazji jego zaręczyn z Cateriną Sforza, córką księcia Mediolanu Galeazzo Maria Sforza. Kiedy cztery lata później ślub został wreszcie zawarty, Girolamo dodatkowo otrzymał we władanie okręg Forlì. W ten sposób Sykstus IV stworzył dla swojego krewniaka samodzielne państewko, które już wkrótce zaznaczyło swą obecność na mapie politycznej Włoch.

Nepotyzm Sykstusa IV był powszechnie krytykowany, tym bardziej, że większość z jego nepotów okazała się niegodna powierzonych im zaszczytów, prowadząc wystawny i rozwiązły tryb życia (zwł. Pietro Riario). Polityka tworzenia w środkowej Italii państwa dynastycznego Girolamo Riario doprowadziła wkrótce do konfliktów zbrojnych z innymi państwami włoskimi.
Nepoci Sykstusa IV byli tak niepopularni, że po śmierci papieża w sierpniu 1484 w Rzymie i Romanii wybuchła rewolta przeciwko nim i ich stronnikom.

### Spisek Pazzichi konflikt z Florencją
Nabycie Imoli w 1473 doprowadziło do konfliktu papieża z władającymi Florencją i prawie całą Toskanią Medyceuszami, którzy także starali się o jej zakup. Sykstus IV wmieszał się wówczas w wewnętrzne konflikty we Florencji, popierając opozycyjne wobec Medyceuszy rodziny Salviati i Pazzi. Dzięki decyzjom Sykstusa IV Salviati stali się wówczas głównymi bankierami Stolicy Apostolskiej, pozbawiając tego statusu Medyceuszy, aczkolwiek sam zakup Imoli sfinansował bank Pazzi. Do dalszej eskalacji sporu doszło w 1475, kiedy Sykstus IV wbrew stanowisku Wawrzyńca Medyceusza mianował Francesco Salviati Riario na arcybiskupa Pizy, należącej wówczas do Florencji. Wawrzyniec odmówił nominatowi wstępu do tego miasta. W tej sytuacji Francesco Salviati, Francesco Pazzi i Girolamo Riario uknuli spisek, mający na celu obalenie Medyceuszy. Plan polegał na zabiciu Wawrzyńca i jego brata Giuliano podczas mszy świętej. Nowym władcą Toskanii miał zostać Girolamo Riario.
Zamach, wykonany 26 kwietnia 1478 roku, zakończył się spektakularnym fiaskiem, choć w jego wyniku zginął Giuliano de Medici. Wawrzyniec i jego zwolennicy wzięli krwawy odwet na spiskowcach. Jeden ze schwytanych zamachowców potwierdził w swych zeznaniach, że papież wiedział o spisku i poparł go, z zastrzeżeniem jedynie, by nie doszło do rozlewu krwi. Zeznania te zostały niezwłocznie opublikowane, przynosząc duże szkody reputacji papieża. Obecny wówczas we Florencji w gościnie u rodziny Pazzi młody kardynał Raffaele Riario (siostrzeniec Girolamo Riario), który prawie na pewno nic nie wiedział o spisku, został aresztowany przez Medyceuszy. W odpowiedzi Sykstus IV ekskomunikował władze Florencji z Wawrzyńcem na czele, obłożył miasto interdyktem, a następnie w sojuszu z królem Neapolu Ferdynandem I wypowiedział Florencji wojnę.
Wojna z Florencją trwała dwa lata i zakończyła się dopiero wskutek ataku tureckiego na południe Włoch. W 1480 Turcy zajęli Otranto w południowej Italii i urządzili tam rzeź mieszkańców, co zmusiło Ferdynanda I do zawarcia z Florencją odrębnego pokoju. Pozbawiony wsparcia swojego głównego sojusznika Sykstus IV wycofał nałożone kary kościelne, a w następnym roku wysłał do Otranto flotę papieską pod dowództwem genueńskiego kardynała Paolo Fregoso.
W rezultacie cała awantura z Medyceuszami okazała się bezsensowna i nie przyniosła papiestwu żadnych korzyści, za to poważnie nadszarpnęła jego prestiż i zasoby finansowe. Pod koniec tego konfliktu Sykstus IV zawarł z władzami kilku kantonów szwajcarskich umowę o stałej rekrutacji ochotników do armii papieskiej, dając początek Gwardii Szwajcarskiej (formalnie ukonstytuowała się ona w 1506 roku).

### Wojna o Ferrarę
Spisek Pazzich nie był ostatnią próbą rozszerzenia domeny Girolamo Riario podjętą przez Sykstusa IV. Następnym celem była Ferrara, bufor między domeną Riario a Republiką Wenecji. Władzę sprawował w niej książę Ercole I d’Este. Zaplanowano rozbiór terytoriów księcia d’Este między Wenecję i Girolamo Riario, przy czym sama Ferrara miała przypaść temu ostatniemu. W 1482 pod dość błahym pretekstem Wenecja, w sojuszu z Sykstusem IV i jego siostrzeńcem oraz Genuą, zaatakowała Ferrarę.
Lokalny konflikt niebawem przerodził się w wojnę ogólnowłoską, nieoczekiwanie bowiem po stronie Ferrary opowiedzieli się król Neapolu Ferdynand I, książę Ludovico Sforza z Mediolanu, a także markiz Mantui Federico I Gonzaga, władca Florencji Wawrzyniec Wspaniały i tyran Bolonii Giovanni II Bentivoglio. Państwo Kościelne zostało najechane przez wojska neapolitańskie pod dowództwem księcia Kalabrii. Mimo sukcesów Wenecjan wojna przybrała niekorzystny dla papiestwa obrót. Pod wpływem klęsk wojsk papieskich w Rzymie uaktywniła się opozycja zwłaszcza ze strony rodów Colonna i Savelli. Kardynałowie Giovanni Colonna i Giovanni Battista Savelli zostali aresztowani w czerwcu 1482 pod zarzutem zdrady i osadzeni w zamku św. Anioła. Dopiero w listopadzie 1483 oczyszczono ich z zarzutów i uwolniono.

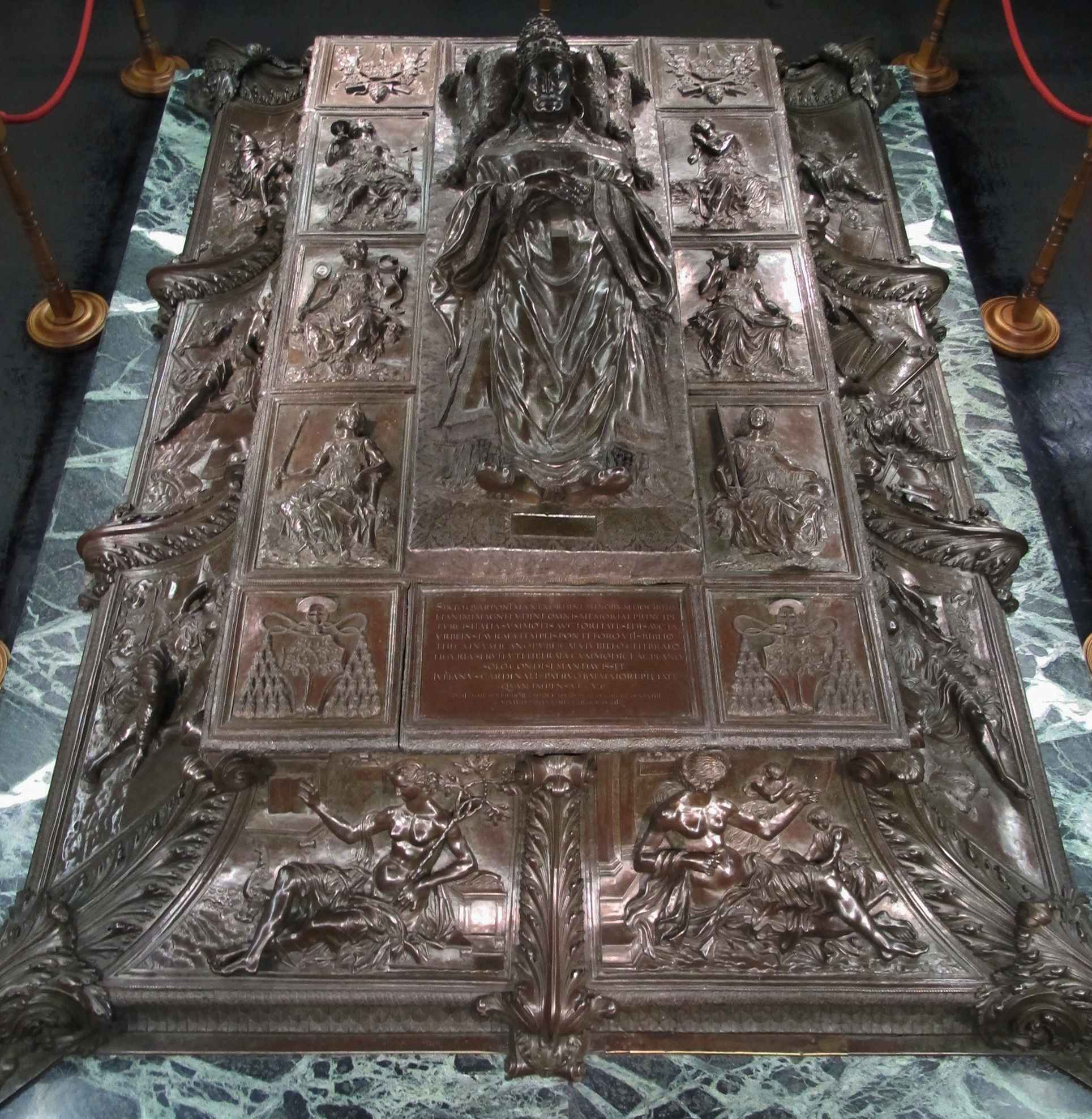
Grób Sykstusa IV

Porażki militarne i problemy wewnętrzne spowodowały zmianę frontu. W grudniu 1482 Sykstus IV zawarł pokój z Neapolem, a w maju następnego roku nałożył na Wenecję interdykt i wezwał wszystkie państwa włoskie do walki z nią. Wojna zakończyła się Pokojem w Bagnolo podpisanym 7 sierpnia 1484. Nie przyniósł on papiestwu żadnych korzyści, a jego treść nie była nawet konsultowana z papieżem. 70-letni Sykstus IV, cierpiący już od wielu lat na podagrę, zmarł na drugi dzień po tym, jak dowiedział się o jego zawarciu, prawdopodobnie wskutek szoku, jaki ta informacja wywołała. Pochowano go we franciszkańskim habicie w bazylice watykańskiej.

### Sprawy religijne
Choć pontyfikat Sykstusa IV był zdominowany przez sprawy świeckie, nie znaczy to jednak, że zaniedbywał sprawy religijne, a niemal wszystkie źródła potwierdzają, że był on człowiekiem bardzo pobożnym. W 1475 przewodniczył uroczystym obchodom roku jubileuszowego, który przyciągnął do Rzymu tłumy pielgrzymów. Propagował zwłaszcza kult maryjny. W 1476 w konstytucji „Cum praeexcelsa” ustanowił na dzień 8 grudnia święto Niepokalanego Poczęcia Najświętszej Maryi Panny. W 1478 formalnie anulował „koncyliarystyczne” dekrety Soboru w Konstancji. Wspierał także zakony żebracze, zwłaszcza swój własny zakon franciszkanów. Ufundował w Rzymie nowe kościoły S. Maria della Pace i S. Maria del Popolo. W 1482 kanonizował franciszkańskiego teologa i kardynała Bonawenturę.
Z Sykstusem IV wiążą się także początki hiszpańskiej inkwizycji. 1 listopada 1478 na prośbę hiszpańskich monarchów Ferdynanda Aragońskiego i Izabeli Kastylijskiej udzielił im prawa do nominowania inkwizytorów w Andaluzji w celu rozstrzygania podejrzeń o fałszywe nawrócenia hiszpańskich Żydów. Kiedy jednak inkwizycja zaczęła działać w 1481, rychło zaczęły mnożyć się skargi na jej nadużycia. Sykstus IV w kilku bullach z 1482 protestował przeciwko tym nadużyciom, jak również przeciwko próbom podporządkowania królowi papieskiej inkwizycji w Aragonii, jednak jego działania w tej mierze cechowała duża niekonsekwencja. W 1483 zatwierdził na stanowisku Inkwizytora Generalnego dominikanina Tomasa de Torquemada, byłego spowiednika królowej Izabeli. W ciągu kilku lat Inkwizycja hiszpańska stała się niemal całkowicie niezależna od Stolicy Apostolskiej.
W latach 1472–1476 Sykstus IV podejmował próby zawarcia unii z kościołem prawosławnym w Wielkim Księstwie Moskiewskim. Nie przyniosły one żadnych rezultatów.
W 1482 roku dominikański arcybiskup Andrea Zamometic planował dokonać depozycji papieża i w tym celu zwołał sobór do Bazylei. Dowiedziawszy się o tym, Sykstus obłożył miasto interdyktem, przez co sobór się nie odbył.

### Mecenat artystyczny i naukowy

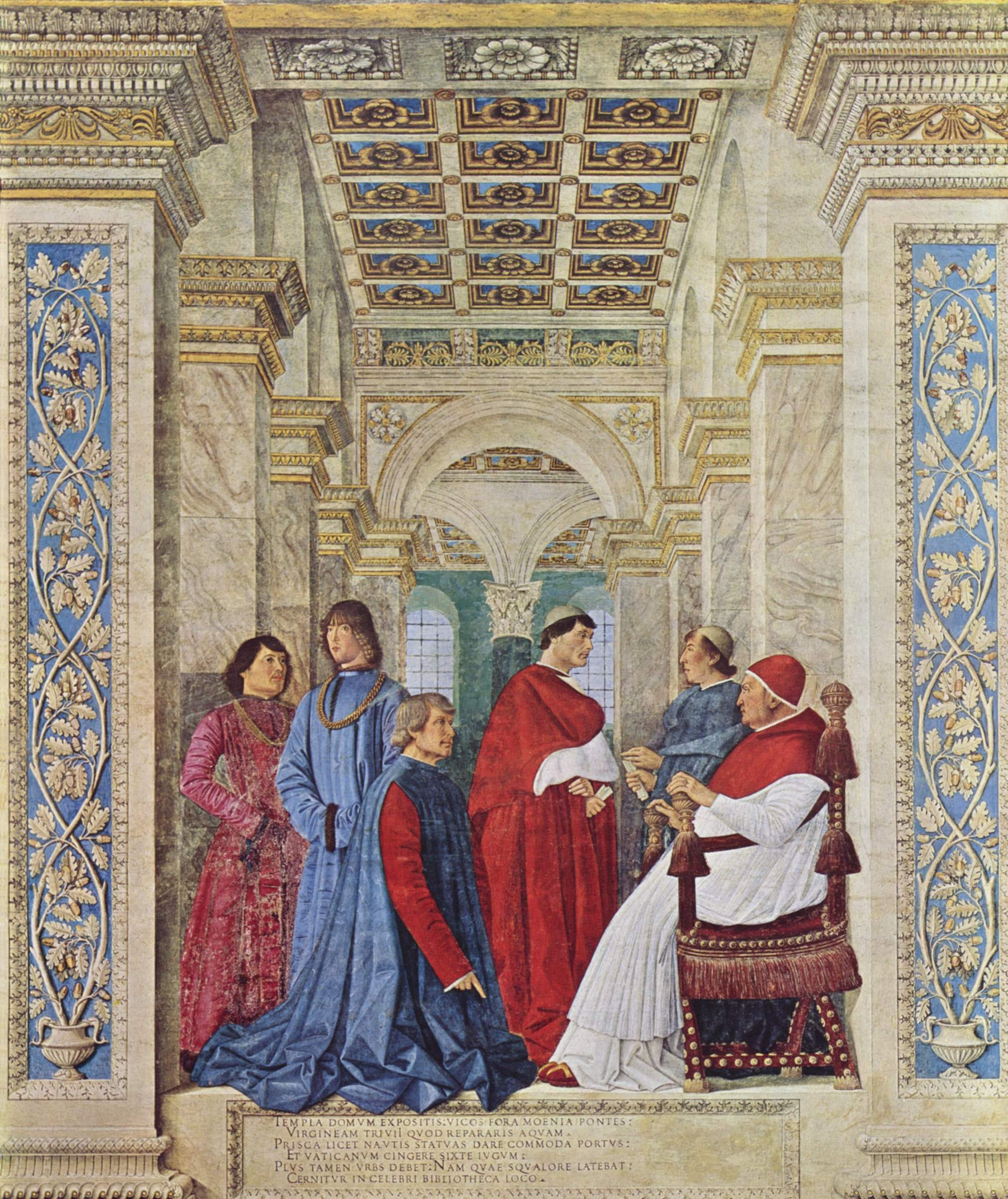
Sykstus IV mianuje Bartolomea Platinę prefektem Biblioteki Watykańskiej (obraz Melozzo da Forlì)

Niewątpliwie pozytywną stroną pontyfikatu Sykstusa IV, co przyznawali nawet jego wrogowie, był mecenat, jaki sprawował nad artystami i uczonymi oraz jego troska o miasto Rzym. Z jego inicjatywy do Rzymu przybyli wybitni malarze, rzeźbiarze, architekci i muzycy. Wśród jego protegowanych byli m.in. Sandro Botticelli, Pietro Perugino, Antonio del Pollaiolo i Melozzo da Forli. Sykstus IV zmienił Rzym w prawdziwe miasto renesansowe. Ufundował m.in. kaplicę Sykstyńską (1475–83), most Ponte Sisto i szpital S. Spirito. Z jego inicjatywy powstała Via Sisto, czyli droga prowadząca z Zamku św. Anioła do bazyliki watykańskiej. Popierał także rozwój Biblioteki Watykańskiej. Krótko po swoim wyborze zebrał kolekcję antycznych dzieł sztuki i udostępnił ją mieszkańcom Rzymu, dając początek Muzeum Kapitolińskiemu. Zezwolił także lekarzom na dokonywanie sekcji zwłok, choć za każdym razem wymagało to zgody miejscowego biskupa i dotyczyło jedynie ciał niezidentyfikowanych osób oraz skazańców.

## Ocena i reputacja
Papież Sykstus IV jest często oceniany jako jeden z najgorszych papieży w historii. Przekształcił on papiestwo w świecką monarchię włoską i uwikłał je w polityczne rozgrywki niemające nic wspólnego z religią. Nepotyzm oraz realizowane przez niego projekty budowlane i artystyczne wymagały olbrzymich środków finansowych, które zdobywał podwyższając podatki oraz sprzedając urzędy i godności kościelne. Otaczał się przepychem charakterystycznym dla dworów królewskich i jest odpowiedzialny za postępujące za jego czasów zeświecczenie Kurii Rzymskiej i nominacje kardynalskie dla ludzi niegodnych, takich jak Pietro Riario, Giovanni Giacomo Sclafenati czy Ascanio Sforza. Prywatnie był człowiekiem mściwym, zaś współczesny mu kronikarz Stefano Infessura, przyjaźniący się z rodziną Collonnów, której Sykstus IV był zaprzysiężonym wrogiem, opisuje dzień śmierci Sykstusa IV jako „najszczęśliwszy dzień, w którym Bóg uwolnił chrześcijaństwo od bezbożnego i występnego władcy, niemającego w swoim sercu ani bojaźni Bożej, ani miłości do świata chrześcijańskiego, ani miłosierdzia”. W celu zdobycia pieniędzy tolerował prostytucję, którą wysoko opodatkował. Wkrótce po wyborze na papieża specjalną bullą zastrzegł sobie wyłączność na produkcję oraz konsekrację woskowych figurek baranka, których dotknięcie miało według ówczesnych wierzeń zapewnić skuteczną ochronę przed pożarem, rozbiciem statku, burzą, gradem, piorunami, a także zachować przed śmiercią kobiety w trakcie porodu. Ponadto jako pierwszy papież wprowadził w 1476 roku bardzo dochodowe, płatne odpusty za zmarłych, przy czym odpusty te miały być skuteczne jedynie dzięki wpłaceniu określonych sum pieniężnych (certam pecuniam), a nie dzięki aktom skruchy.
Sykstus IV pogłębił kryzys moralny Kościoła rzymskokatolickiego, który w konsekwencji doprowadził do reformacji.